# 木卫二十一
木卫二十一又稱為「喀爾得涅」(S/2000 J 10, Chaldene)，是环绕木星运行的一颗逆行不規則卫星。是在2000年由斯科特·謝帕德於夏威夷大學發現，最先的臨時編號為S/2000 J 10。。它屬於加爾尼群（加爾尼群是一群離木星23000000公里到24000000公里而且軌道傾斜165°的衛星。）。木卫二十一的正式名稱是在2002年10月由希臘神話中的喀爾得涅（Chaldene）命名，祂是索呂摩斯（Solymos）的母親。木卫二十一的半徑為1.9公里，平均密度2.6g/cm3，公轉木星一圈需要723.78地球日，離心率0.2512，反照率4%，光度22.5。